# Tamiya

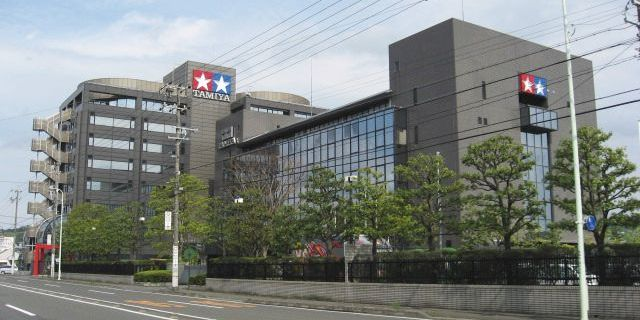
TAMIYA Shizuoka

Tamiya, japansk tillverkare av modellbyggsatser och fjärrstyrda fordon och skepp, huvudkontor i Shizuoka.